# 手臂与锤子

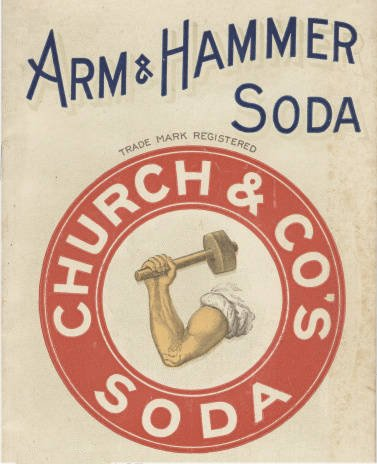
Arm & Hammer以手臂與錘子為公司的標誌

手臂与锤子是由一只肌肉强健的手臂握着一把锤子所组成的标志。在古代，这是罗马神话中的火神武尔坎努斯的象征，之后被当作工业行业——如鐵匠、打制金箔等——的标志。银行、地方政府、社会主义政党等很多不同类别的组织都将手臂与锤子作为自身标志。
手臂与锤子也被应用于纹章中，英国伯明翰市市徽和美国威斯康星州州徽中都出现了这个标志。
美国实业家阿莫德·哈默的名字与手臂与锤子标志的名称如此接近并非巧合：阿莫德的父亲尤里乌斯·哈默支持社会主义事业，也支持社会主义劳工党，而该党的标志就是手臂与锤子。
美国大型家居用品生产商Church & Dwight旗下的苏打粉品牌Arm & Hammer的注册商标就是手臂与锤子。据該生产商称，该商标代表的就是手臂与锤子的原始含义，即象征武尔坎努斯。阿莫德·哈默曾提出收购这个拥有与自己名字相似的品牌的公司，在被拒绝后，他最终以足够的股票换来了控股权，加入Church & Dwight的董事会。哈默一直是该公司的股东之一，直到他于1990年去世为止。
英国伦敦蘇豪區的一条小街道马内特街上也有一个手臂与锤子标志，纪念19世纪时曾在这里经营的金箔打制行业。狄更斯的历史小说《双城记》里曾提到过这个标志。截至2016年，马内特街的手臂与锤子标志已经换成了复制品，原品被狄更斯博物館所收藏。
在格鲁吉亚的姆茨赫塔镇的生命之柱主教座堂可以看到一个相当古老的手臂与锤子标志。格鲁吉亚建筑师阿尔苏基泽于1029年製作了该标志。

## 相关徽章

顿涅茨克州州徽
威斯康辛州州徽（英语：Seal of Wisconsin）
比利亞達市徽
社會主義工黨 (英國，1903年)（英语：Socialist Labour Party (UK, 1903)）黨徽

## 相关旗帜

顿涅茨克州州旗
威斯康辛州州旗